# Tegal
Tegal – miasto w Indonezji na Jawie nad Morzem Jawajskim w prowincji Jawa Środkowa.
Współrzędne geograficzne 6°52′S 109°09′E/-6,866667 109,150000; powierzchnia 3538.5 ha; 314 tys. mieszkańców (1997).
Ośrodek regionu rolniczego, uprawa trzciny cukrowej, ryżu i innych zbóż; przemysł spożywczy i hutniczy; port morski (wywóz cukru); węzeł drogowy i kolejowy.